# Sylvain Madigan
Sylvain Madigan (Bondy, 1954) és un director de cinema i actor francès.

## Biografia
Va començar fent curtmetratges. Va rodar el seu primer llargmetratge el 1986 i després va treballar per a la televisió, mentre feia aparicions en algunes pel·lícules.

## Filmografia

### Cinema
- 1978 : Le Goût étrange de Juliette
- 1981 : Ne me parlez plus jamais d'amour (selecció oficial pel 34è Festival Internacional de Cinema de Canes[3])
- 1983 : Ballade sanglante (premi de la joventut 37è Festival Internacional de Cinema de Canes
- 1986 : Sale Destin (amb Victor Lanoux, Marie Laforêt, Michel Aumont)

### Televisió

#### Telefilms
- 1993 : Le Carnaval des ténèbres (amb Jean Claude Brialy)
- 1989 : Les Fiançailles d'Imogène (amb Dominique Lavanant, Jean Benguigui)
- 1989 : Notre imogène (amb Dominique Lavanant, Jean Benguigui)
- 1991 : Deux flics à Belleville (amb Patrick Timsit, Michel Galabru)
- 991 : Strangers dans la nuit (amb Karin Viard, Patrick Braoudé)
- 1993 : Chambre froide (amb Laure Marsac, Farid Chopel)
- 1997 : Un malade en or (amb Jean Lefebvre, Alexandra Lamy)

### Actor
- 1986 : Sale Destin
- 1991 : Génial, mes parents divorcent ! de Patrick Braoudé
- 1996 : XY de Jean-Paul Lilienfeld
- 1996 : Amour et Confusions de Patrick Braoudé
- 2000 : Deuxième vie de Patrick Braoudé
- 2001 : Wasabi: El tracte brut de la màfia de Gérard Krawczyk (Un Flic devant la Banque de l'Étoile)